# Saint-Bohaire
Saint-Bohaire är en kommun i departementet Loir-et-Cher i regionen Centre-Val de Loire i de centrala delarna av Frankrike. Kommunen ligger i kantonen Blois 5e Canton som tillhör arrondissementet Blois. År 2022 hade Saint-Bohaire 493 invånare.

## Befolkningsutveckling
Antalet invånare i kommunen Saint-Bohaire
| Referens: INSEE |